# Salomon Gessner

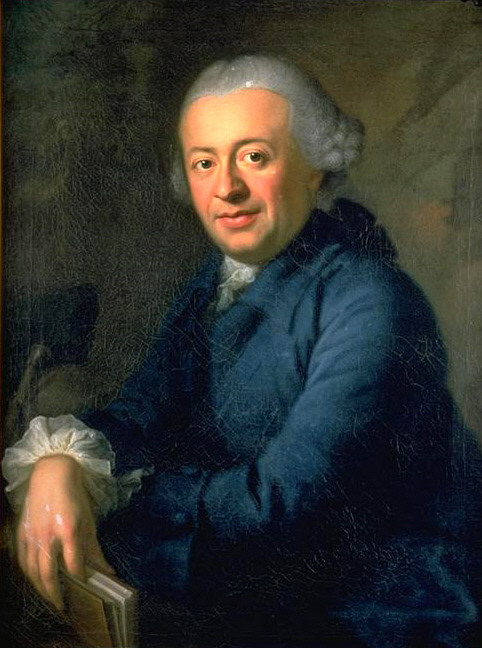
Anton Graff: Bildnis Salomon Gessner, 1765–1766, Inventarnummer GKS459, Depositum der Gottfried Keller-Stiftung im Landesmuseum Zürich

Salomon Gessner (* 1. April 1730 in Zürich; † 2. März 1788 ebenda) war ein Schweizer Idyllendichter, Maler und Grafiker. Die heutige Neue Zürcher Zeitung wurde von ihm gegründet.

## Leben

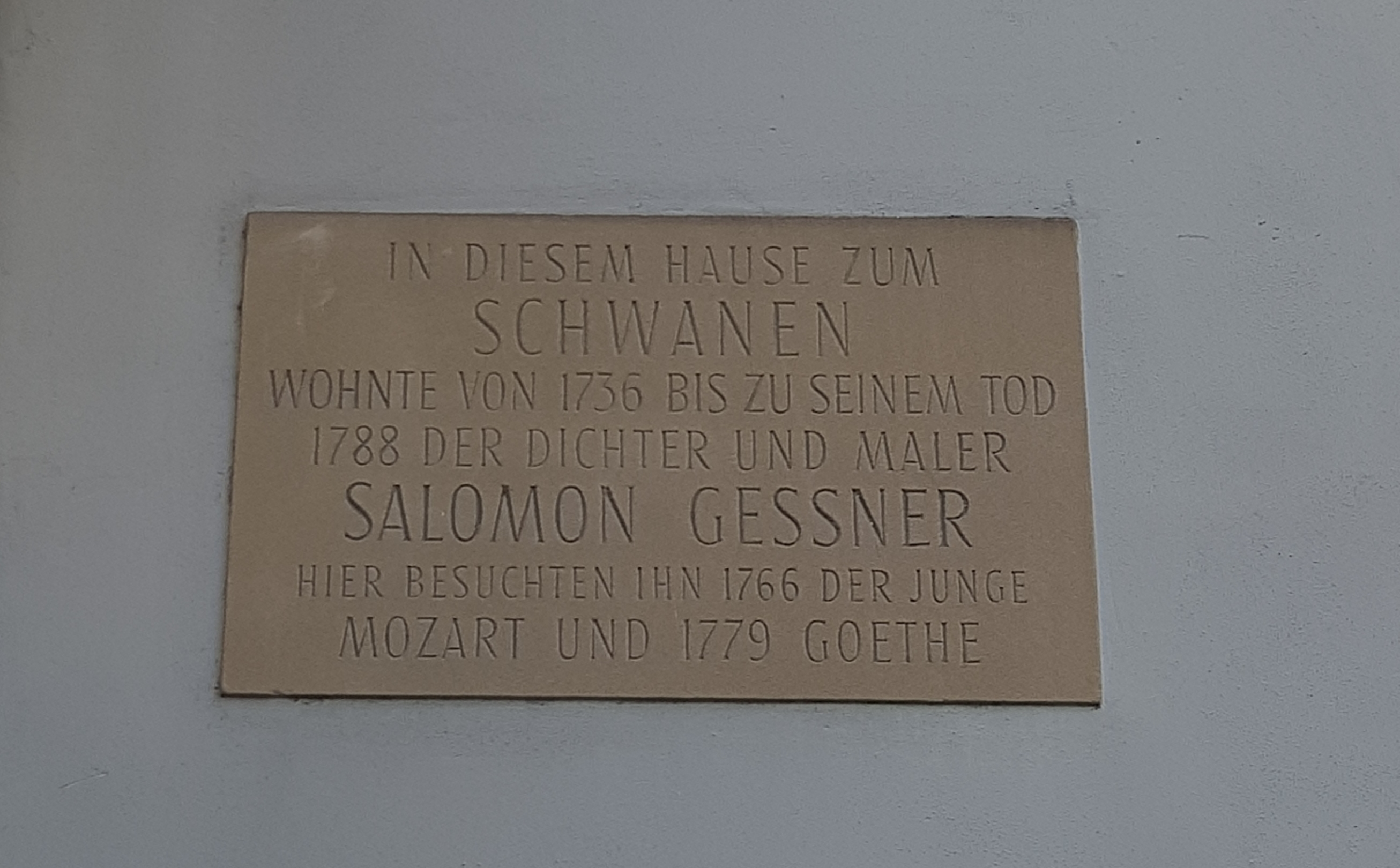
Gedenktafel am Haus Zum Schwanen, Münstergasse 9, Zürich

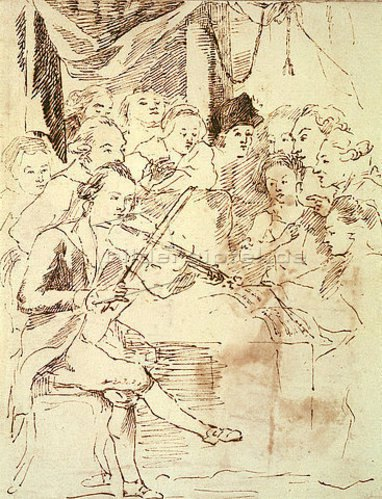
Salomon Gessner: Das zehnjährige Wunderkind Wolfgang Amadeus Mozart (1756–1791), Zürich, 1766

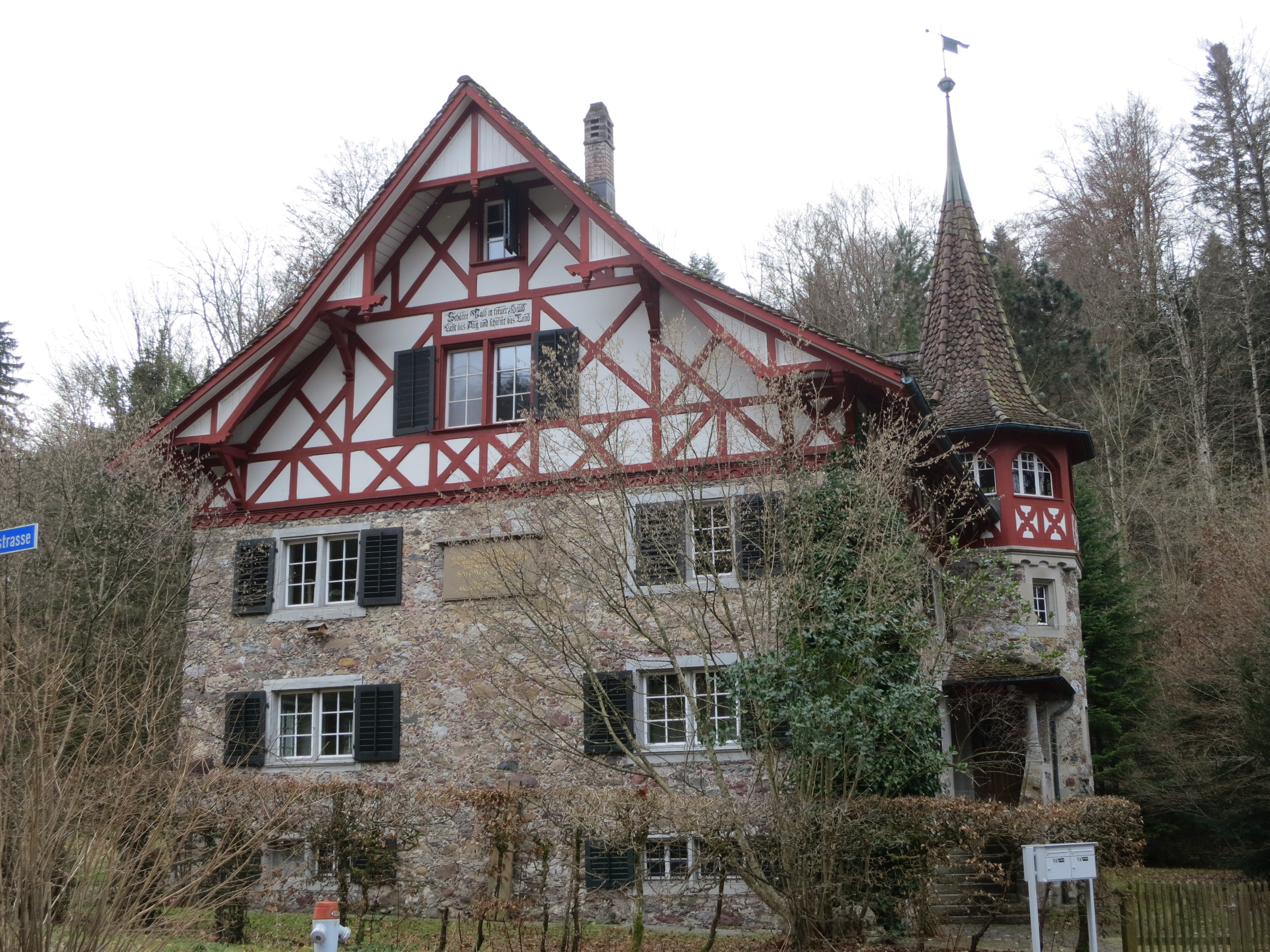
Forsthaus Sihlwald

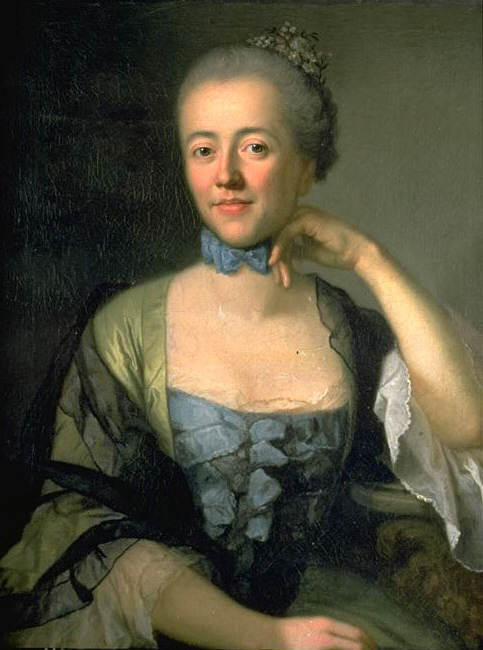
Anton Graff: Judith Gessner-Heidegger, 1765–1766, Depositum der Gottfried Keller-Stiftung im Landesmuseum Zürich

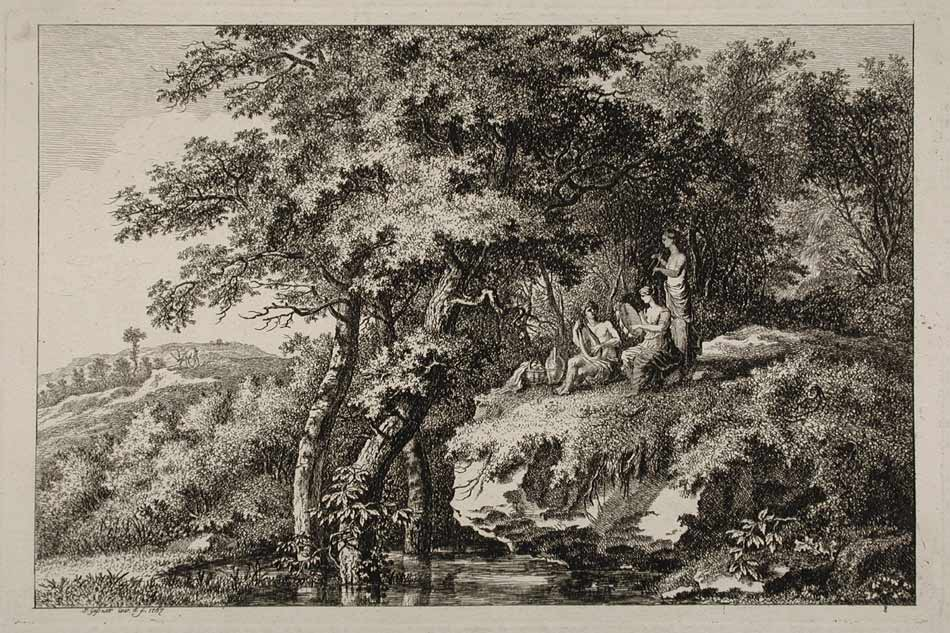
Gessner, Bukolische Szene 1767

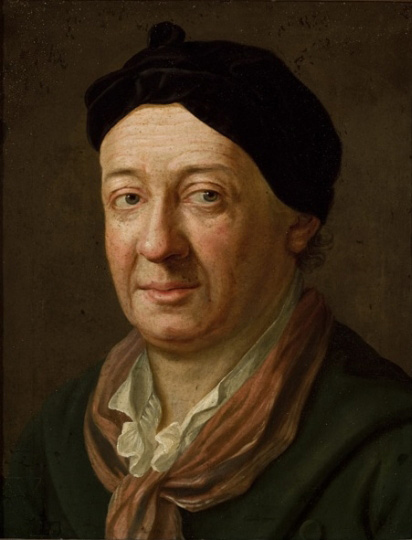
Salomon Gessner, Gemälde von Johann Heinrich Wilhelm Tischbein, um 1787, Gleimhaus Halberstadt

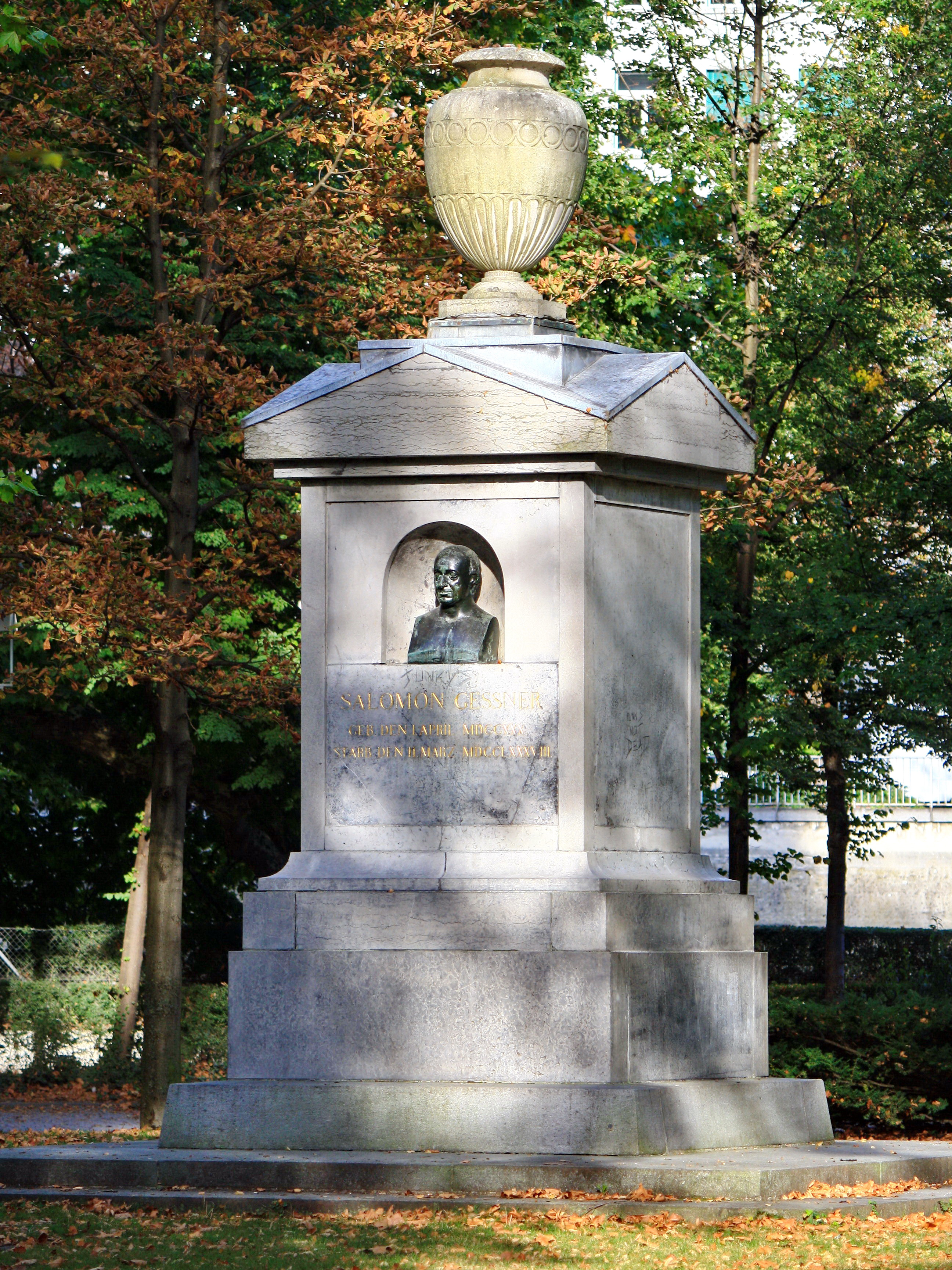
Gessner-Denkmal im Platzspitz-Park

Salomon Gessners Vater, Hans Konrad Gessner, war Buchdrucker, Buchhändler, Verleger und Mitglied des Hohen Rats von Zürich, seine Mutter war Esther Hirzel. Salomon Gessner lebte von 1736 bis zu seinem Tod im von seinem Vater gekauften Haus Zum Schwanen in der Münstergasse 9 im Zürcher Niederdorf. 1749 begann er eine Lehre in einer Buchhandlung in Berlin, die er im Jahr darauf abbrach. Daraufhin beschäftigte er sich mit der Landschaftsmalerei und der Radierkunst. Nach einem kurzen Aufenthalt in Hamburg, wo er von Karl Wilhelm Ramler und Friedrich von Hagedorn beeinflusst wurde, kehrte er in seine Heimatstadt zurück.
Gessners Neigung, im väterlichen Geschäft mitzuarbeiten, war gering. Viel lieber wollte er zeichnen, malen, dichten und mit seinen Freunden das Leben geniessen. Er schloss sich der Dienstags-Compagnie an, einer Gruppe von rund 20 jungen Männern aus Zürichs führenden Familien. Die Compagnie traf sich jeden Dienstag zum Gedankenaustausch und geselligen Beisammensein, im Winter abwechselnd in den Häusern und Wohnungen der Eltern, im Sommer in einem Klubhaus ausserhalb der Stadt auf einem Rebgut im Selnau. Naturschwärmerei erfasste die jungen Schöngeister; in Anlehnung an die idyllische Schäferdichtung des Altertums sahen sie sich als Sihl-Schäfer.
Es gelang Gessner bald, sich einen Namen durch sein Lied eines Schweizers an sein bewaffnetes Mädchen (1751) und sein Gemälde Die Nacht (1753) zu machen. Die Idee zu seinem grösseren Gedicht Daphnis (1754) schöpfte er aus Jacques Amyots Übersetzung des Longos. Der ersten Sammlung seiner Idyllen, die gleichzeitig mit seinem Inkel und Yariko 1756 erschien, folgte 1758 sein Tod Abels, eine Art von idyllischem Heldengedicht in Prosa, und 1762 eine Sammlung seiner Gedichte in vier Bänden. Durch die Malerei vom Dichten abgehalten, liess er erst 1772 ein zweites Bändchen Idyllen und die Briefe über die Landschaftsmalerei erscheinen. Als «Malerdichter» war Gessner die Verkörperung für den Dilettanten und Autodidakten.
1761 war er Mitbegründer der Helvetischen Gesellschaft und heiratete gegen den Willen seines Vaters Judith Heidegger, die Tochter des Verlegers und Konkurrenten Heidegger und Nichte des Bürgermeisters Johann Konrad Heidegger. Im selben Jahr wurde er Teilhaber der Firma Orell & Co. und 1763 künstlerischer Leiter der Porzellan- und Fayence-Manufaktur im Schooren in Kilchberg. Seine künstlerische Tätigkeit in der Manufaktur erwähnte Gottfried Keller in den Zürcher Novellen im Band Der Landvogt von Greifensee. Ein grosser Sammler von «Zürcher-Porzellan» war Heinrich Angst.
1763 wurde Gessners Tochter Dorothea geboren, sein Sohn Conrad 1764. 1765 wurde Salomon Gessner als Mitglied der Zunft zur Meisen in den Grossen Rat der Stadt Zürich, 1767 in den kleinen Rat gewählt. 1768 erfolgte die Wahl zum Obervogt von Erlenbach. Sein Sohn Heinrich wurde 1776 geboren. 1776 wurde er Obervogt zu den Vier Wachten und von Wipkingen.
Von 1781 bis zu seinem Tod war Salomon Gessner als «Sihlherr» oberster Verwalter des Sihlwalds und verantwortlich für die Versorgung der Stadt Zürich mit Brennholz. In den Sommermonaten wohnte er im heute noch erhaltenen Forsthaus.
In seinem Haus an der Münstergasse 9 empfing er eine illustre Schar von Besuchern und Gästen; unter anderem war 1766 die Künstlerfamilie Mozart bei ihm zu Gast.
1780 begründete er die Zürcher Zeitung, aus der 1821 die Neue Zürcher Zeitung hervorging.
Gessners einst vielgepriesene Idyllen feierten ein goldenes Zeitalter ungestörter Eintracht, und obschon er sich auf Theokrit berief, war er der arkadischen Schäferwelt der italienisch-französischen Hofpoeten des 17. Jahrhunderts weit näher verwandt. In der Landschaftsmalerei hat er sich bleibende Verdienste erworben; zu seinen besten Werken zählen zwölf radierte Landschaften, die er 1770 herausgab.
Wernhard Huber konnte 1799 für die Basler allgemeinen Lesegesellschaft von der Witwe Salomon Gessners den gesamten Bestand an Kunstwerken und Schriften ihres verstorbenen Mannes entgegennehmen.

## Gedenken

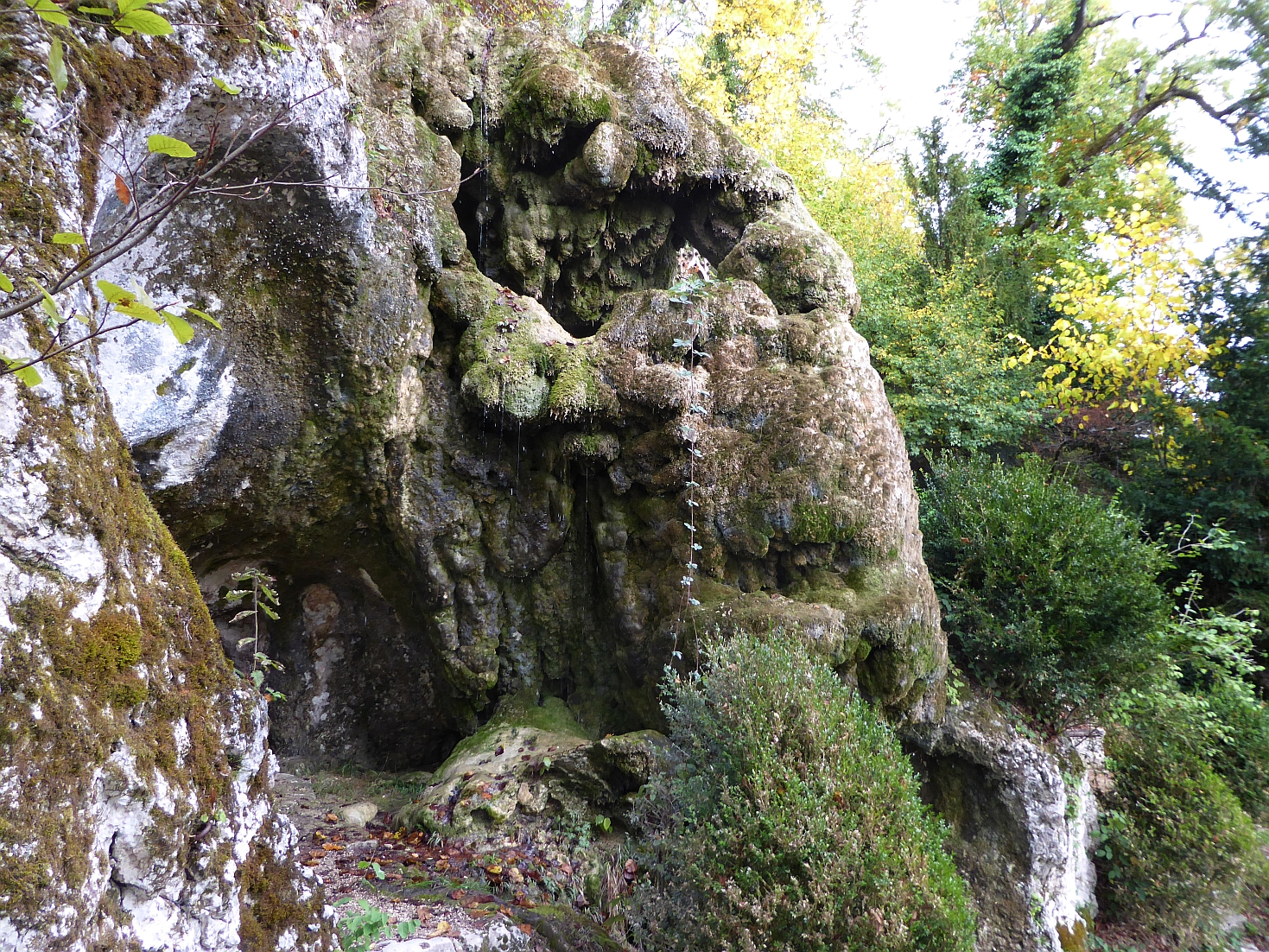
Gessnergrotte in der Ermitage Arlesheim

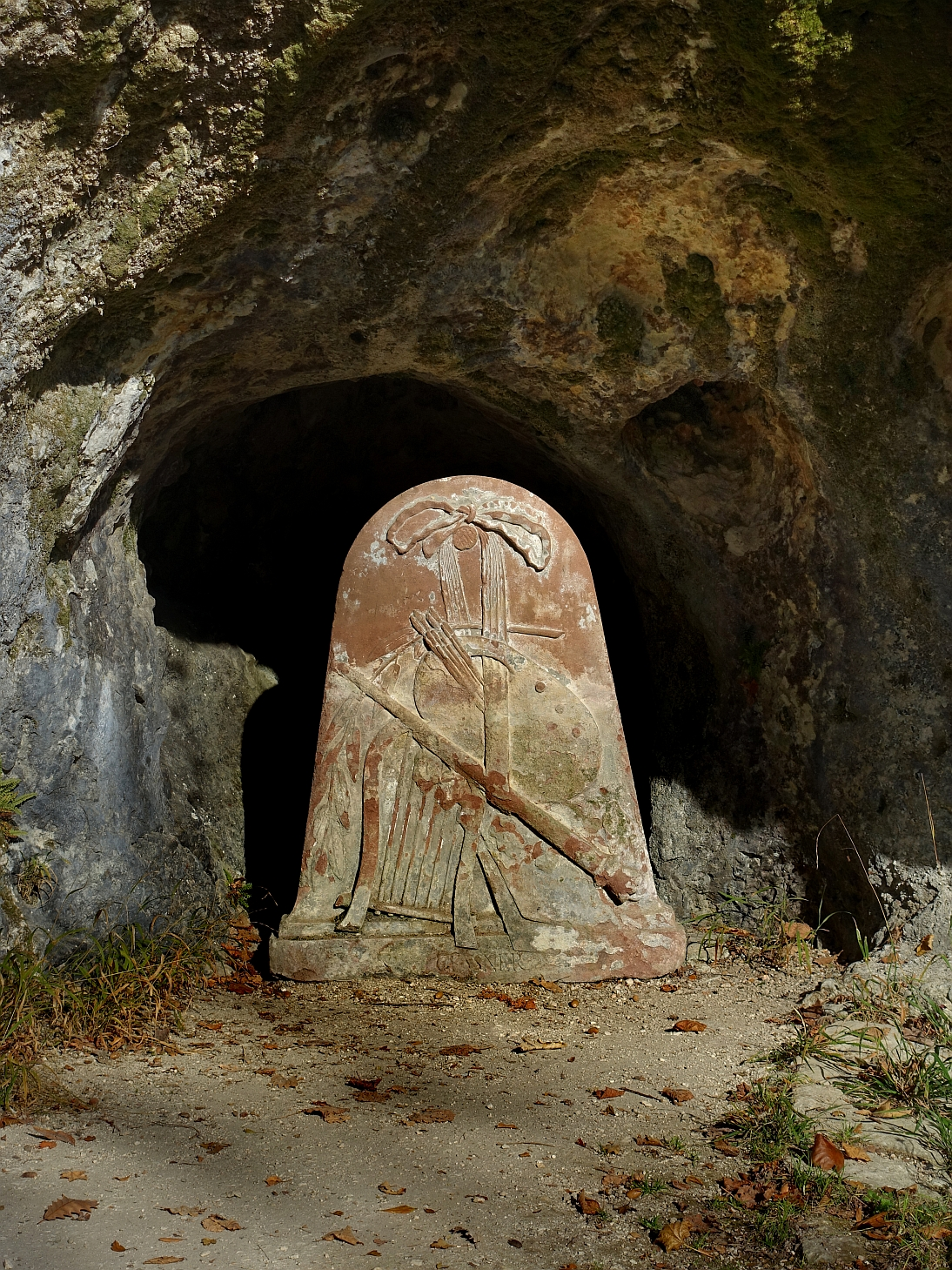
Gedenkstein in der Gessnergrotte von der Ermitage Arlesheim

In der Zürcher Platzspitz-Anlage beim Zusammenfluss von Sihl und Limmat wurde 1792/1793 das von Alexander Trippel geschaffene Gessner-Denkmal, eines der ersten patriotischen Denkmäler der Schweiz, aufgestellt. Die ursprünglich bis zum Platzspitz verlaufende Gessnerallee und die 1893 erbaute Gessner-Brücke, die die Kasernenstrasse mit der Gessnerallee verbindet, sind nach ihm benannt. Zu Ehren seiner Ehefrau Judith Gessner-Heidegger benannte der Stadtrat von Zürich am 18. Januar 2006 einen Platz bei der Gessnerallee.
Eine Gedenktafel zu Ehren Gessners ziert sein einstiges Wohnhaus an der Münstergasse 9. 1788 wurde ihm ein noch heute stehender Gedenkstein auf der Südseite des Klöntalersees gewidmet.
Eine steinerne Gessner-Büste wurde Ende des 18. Jahrhunderts in den Heiligen Hallen im Tharandter Wald bei Tharandt errichtet und nach der Zerstörung in Lauchhammer aus Metallguss neu gefertigt. Sie ist zwar nicht erhalten, aber auf zeitgenössischen Abbildungen von Tharandt im 19. Jahrhundert dargestellt.
Bei Bad Dürkheim wurde ein «Gessnertempelchen» errichtet. Nach dessen erster Zerstörung 1834 und später vollständiger Zerstörung im Jahre 1856 wurde die Stelle im Waldgebiet «Am Tempelchen» benannt.
1793 wurde auf persönliche Initiative von Benjamin Thompson ein Salomon-Gessner-Denkmal im Karl-Theodor-Park in München errichtet, den späteren Englischer Garten (München).
Wegen starker Verwitterung wurde das Denkmal abgetragen und gilt heute als verschollen.

## Literarische Einflüsse
Gessner selbst nennt einige seiner bevorzugten Dichter in dem Abschnitt Der Wunsch aus den Idyllen:
„Soll ich die wenigen nennen? Du schöpfrischer Klopstok, und du Bodmer, der du mit Breitingern die Fakel der Critik aufgesteket hast, denen Irrlichtern entgegen, die in Sümpfe oder dürre Einöden verführten. Und du Wieland, (oft besucht deine Muse ihre Schwester, die ernste Welt-Weisheit, und holt erhabenen Stoff, aus ihren geheimesten Kammern, und bildet ihn zu reizenden Gratien,) oft sollen eure Lieder in heiliges Entzüken mich hinreissen; Auch du mahlerischer von Kleist, sanft entzükt mich dein Lied, wie ein helles Abendroth, zu frieden ist dann mein Herz, und still, wie die Gegend beym Schimmer des Monds; auch du Gleim, wenn du die lächelnden Empfindungen unsers Herzens singest und unschuldigen Scherz, – – Doch soll ich euch alle nennen ihr wenigen? die verwöhnte Nation mißkennt euern Werth, euch zu schäzen ist einer bessern Nachwelt vorbehalten.“
In der Vorrede seiner Idyllen von 1756 werden "die beiden antiken Idyllendichter Theokrit und Vergil" thematisiert: "[…] Theokrit wird zwar als »das beste Muster« für die Idylle ausführlich besprochen, doch mit den letzten Sätzen der Vorrede wird Vergil als literarisches Vorbild hervorgehoben, weil er den »so sehr abgeänderten Sitten« näher steht."

## Werke

### Schriftstellerische Arbeiten
- Idyllen. Gessner, Zürich 1756. (Digitalisat und Volltext im Deutschen Textarchiv)
- Gefilde seliger Liebe. Enck-Verlag, Berlin-Tempelhof 1925.

Gessners sämtliche Schriften erschienen 1777–1778 in Zürich im Selbstverlag (2 Bände, als Digitalisate bei der Landesbibliothek Oldenburg; in neuer Ausgabe, Leipzig 1841, 2 Bände) und wurden auch ins Französische übersetzt (Paris 1786–1793, 3 Bände, und öfter). Sein Briefwechsel mit seinem Sohn erschien in Bern und Zürich 1801. Juliane Giovane übersetzte die Idyllen ins Italienische.

### Künstlerische Arbeiten
Sein Werk umfasst Radierungen, Zeichnungen, Gouachen und Aquarelle. Die Zuschreibung weniger bekannter Ölgemälde ist umstritten. Gessner schuf 460 Radierungen, darunter drei Folgen: 1764 eine Serie mit zehn Landschaften im Stile des Anthonie Waterloo ergänzt um bukolische und mythologische Gestalten, 1769 eine Serie von zwölf Blatt mit Hirtenlandschaften und 1771 eine Folge von zehn Blatt mit Figuren aus der Mythologie. Der überwiegende andere Teil seiner Radierungen besteht aus Illustrationen seiner eigenen Werke und der literarischen Werke anderer Autoren wie Jonathan Swifts Gullivers Reisen oder die Shakespeare-Übersetzungen von Christoph Martin Wieland. Außerdem radierte er zwischen 1779 und 1789 kleinformatige Schweizer Veduten für den Helvetischen Calender. Sein Brief über die Landschaftsmahlerey an Herrn Fuesslin, den Verfasser der Geschichte der besten Künstler in der Schweitz ebnete dieser eher gering geschätzten künstlerischen Gattung den Weg zu größerer Beachtung. Er schildert darin, wie er sich als Autodidakt nach vergeblichen Versuchen durch das Studium der älteren Meister und dann erst das genaue Studium der Natur zu einem eigenständigen Künstler entwickeln konnte.
1818 wurde sein künstlerischer Nachlass mit Studien, Gouachen und dem druckgraphischen Gesamtwerk der Zürcher Künstler-Gesellschaft übergeben.